# Francis Leggatt Chantrey
Sir Francis Leggatt Chantrey (7 avril 1782 – 25 novembre 1841)  est un sculpteur anglais de l'époque georgienne.

## Biographie

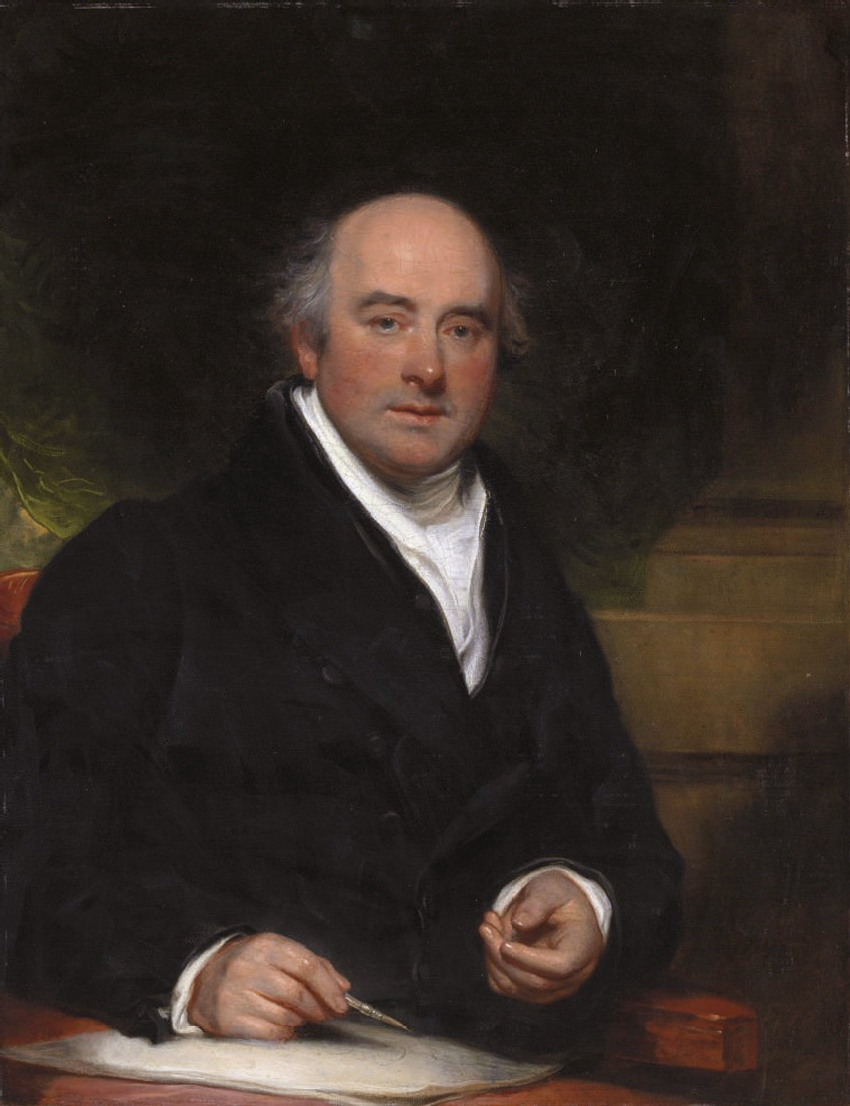
Portrait de Francis Chantrey, par Martin Archer Shee.

Francis Leggatt Chantrey est né à Norton, localité voisine de Sheffield, alors rattachée au Derbyshire et où son père menuisier avait une petite ferme. Son père mourut alors qu'il n'avait que 8 ans et sa mère se remaria, le laissant sans orientation professionnelle claire. À quinze ans, il travaillait chez un épicier de Sheffield lorsque, ayant vu des sculptures sur bois dans une vitrine, il demanda à devenir sculpteur et entra comme apprenti auprès d'un certain Ramsay, sculpteur et doreur dans la même ville. Ses talents artistiques attirèrent l'attention de John Raphael Smith, dessinateur et graveur reconnu qui lui donna des leçons de peinture. En 1802, Chantrey paya 50 £ pour se libérer de son contrat d'apprentissage (qui ne l'engageait pourtant plus que pour six mois). Il ouvrit aussitôt à Sheffield un atelier de portraitiste, qui lui procura un revenu raisonnable. Ayant réuni les fonds suffisants, il partit pour Londres.
Il y obtint un emploi d’assistant-sculpteur sur bois, mais se consacra dans le même temps à la peinture de portraits, à la sculpture de bustes et au modelage d'argile. Quand on lui demanda, des années plus tard, lors d’un procès où il était témoin, s'il avait jamais travaillé pour un autre sculpteur, il répondit : « Non, et qui plus est, je n'ai jamais reçu de ma vie une heure de formation d’aucun sculpteur ». Il se rendit à Dublin, où il tomba très malade et perdit ses cheveux. De retour à Londres, il exposa quelques tableaux à la Royal Academy, en 1804 et dans les années suivantes, mais à partir de 1807 se concentra principalement sur la sculpture. La même année il épousait sa cousine Ann Wale, qui possédait quelques terres. En 1808, il exposait à la Royal Academy sa première sculpture originale, une tête de Satan. Par la suite, il réalisa pour l'hôpital de Greenwich les quatre bustes monumentaux des amiraux Duncan, Howe, Vincent et Nelson. Sa réputation se répandit si rapidement que la réalisation du buste suivant, celui de John Horne Tooke, lui procura 2 000 £ de commandes.
À partir de cette période, il eut des commandes de manière quasiment ininterrompue. En 1819, il visita l'Italie où il côtoya les sculpteurs les plus réputés de Florence et de Rome. Il fut reçu par la Royal Academy, d'abord en 1815 comme associé, puis comme membre à part entière en 1818, se vit décerner le grade de Master of Arts de l'université de Cambridge, puis celui de Doctor of Civil Law de celle d’Oxford et, en 1835, fut fait chevalier. Homme de tempérament chaleureux et génial, on lui prêtait une ressemblance notable, bien que banale, avec les portraits usuels de William Shakespeare. Il mourut en 1841 d'un mal qui l'emporta en seulement deux heures, après avoir souffert plusieurs années d'une maladie du cœur, et fut inhumé dans une tombe qu'il avait lui-même construite, à l'église de son village natal.

## Œuvres

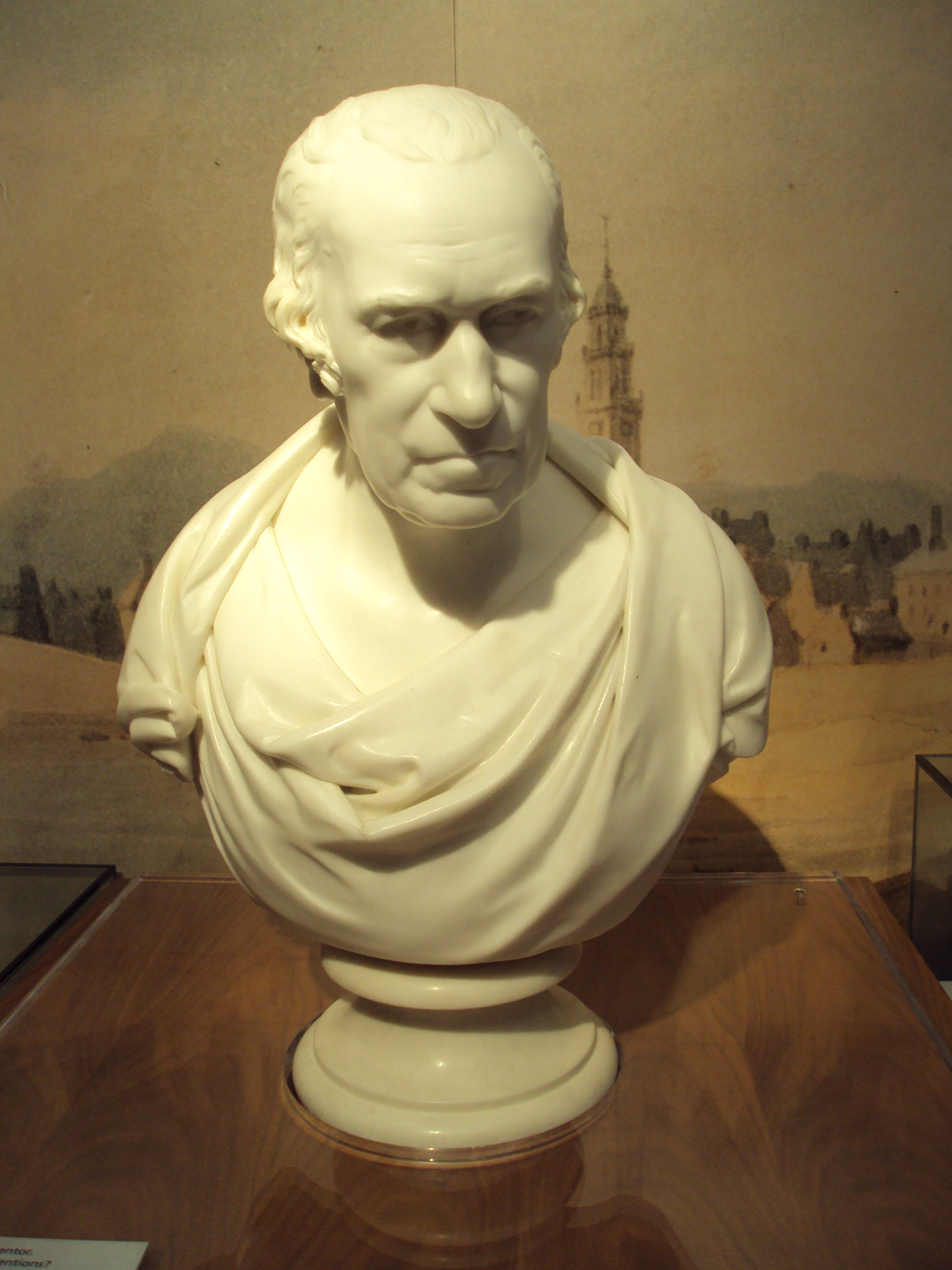
Buste de James Watt, 1816.

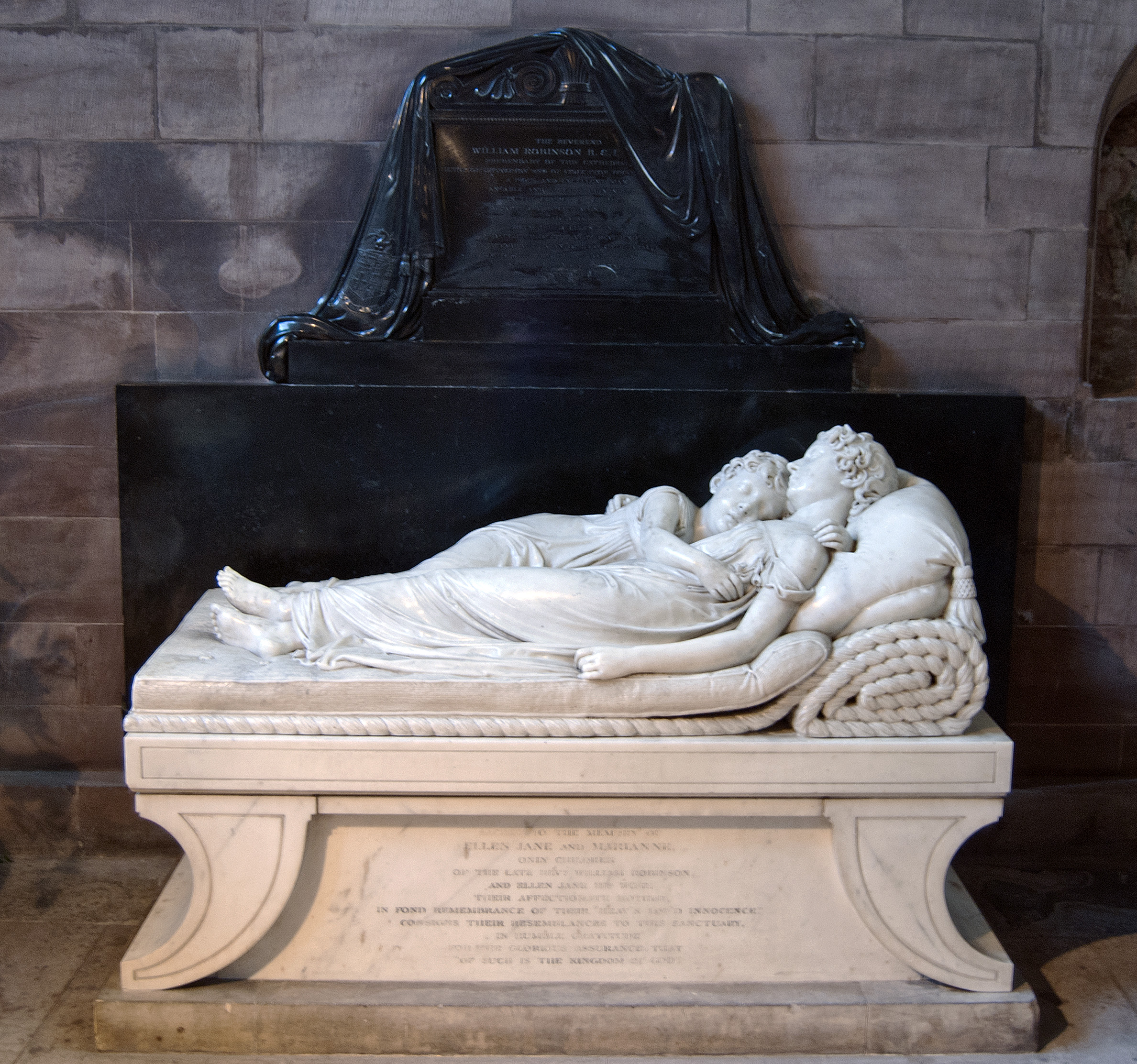
The Sleeping Children, 1817.

Les œuvres de Francis Chantrey sont très nombreuses. Les principales sont les statues de George Washington, à la Massachusetts State House de Boston ; de George III, au Guildhall de Londres ; de George IV, à Brighton ; de William Pitt le Jeune, sur Hanover Square, à Londres ; de James Watt, à l'abbaye de Westminster et à Glasgow (ainsi qu'un buste, accompagné d'un autre de William Murdoch, dans l'église Sainte-Marie de Handsworth, à Birmingham) ; de William Roscoe et George Canning, à Liverpool ; de John Dalton, à l'hôtel de ville de Manchester ; mais également de Lord Avontoun (en) et Lord Melville, à Édimbourg, et de bien d'autres. Parmi ses statues équestres, les plus connues sont celle de Thomas Munro (en) à Calcutta, de Wellington devant la bourse de Londres et de George IV sur Trafalgar Square. Cette dernière avait été commandée initialement, sur ordre exprès du roi lui-même, pour être dressée au sommet de Marble Arch, devant le palais de Buckingham. L'artiste a aussi réalisé plusieurs monuments pour la cathédrale Saint-Paul de Londres : le général Hoghton, le général Bowes, le général Gore, le général Skerrett, le colonel Henry Cadogan. Il est également responsable du mémorial à James Brisbane de l'église Saint-James de Sydney.
Mais les plus remarquables de ses œuvres sont ses bustes et ses représentations d'enfants. L'une d’entre elles, The Sleeping Children, ensemble monumental qui orne la cathédrale de Lichfield et qui montre deux enfants endormis dans les bras l'un de l'autre, est particulièrement réputée pour sa beauté, sa simplicité et sa grâce. Il en va de même de la statue de Lady Louisa Russell (fille de John Russell), petite fille debout sur la pointe des pieds berçant un pigeon contre sa poitrine. Ces deux sculptures, dans leur conception, paraissent devoir quelque chose à Thomas Stothard. Francis Chantrey connaissait ses limites en matière d'inventivité et de composition et il cherchait toujours l'aide d'autres artistes pour de telles entreprises. Il a également réalisé des monuments funéraires, dont celui du comte de Farnham, dans l'église de Cavan, est un bel exemple. Le musée de Derby abrite un buste atypique de William Strutt et l'église de Snaith un monument à la mémoire du vicomte Downe, également dus à Francis Chantrey. Allan Cunningham et Henry Weekes ont été ses assistants en chef et, de fait, les exécutants actifs de beaucoup des œuvres qui lui sont attribuées.

## Le legs Chantrey
Par testament en date du 31 décembre 1840, Chantrey, qui n'avait pas d'enfant, a légué l'ensemble de ce qui subsisterait de ses biens mobiliers à l'issue du décès ou du remariage de sa veuve (déduction faite de certains legs et annuités déterminés) en fiducie au président et aux administrateurs de la Royal Academy (ou en cas de dissolution de la Royal Acadamy, à telle société qui en prendrait la place), les revenus devant en être consacrés à l'encouragement des beaux-arts britanniques dans le domaine de la peinture et de la sculpture.
La seconde épouse de Chantrey mourut en 1875 et, deux ans plus tard, les fonds provenant de l'héritage permettaient d'acheter de nombreuses œuvres. Dans un premier temps, les acquisitions furent conservées au Victoria and Albert Museum, à South Kensington. En 1898, la Royal Academy organisa, au nom du gouvernement, le transfert du « trésor » à la National Gallery of British Art construite par Henry Tate à Millbank. Jusqu'aux années 1920, le legs a été la principale source de financement de l'expansion des collections de ce qui est devenu Tate Britain, et reste actif aujourd'hui.